# Сон Чхэён
Сон Чхэ Ён (кор. 손채영; род. 23 апреля 1999 года, более известная как Чхэён) — южнокорейская певица и рэперша. Является главным рэпером и бэк-вокалисткой гёрл-группы Twice.

## Биография и карьера

### 1999−2014 гг.: Ранние годы и образование

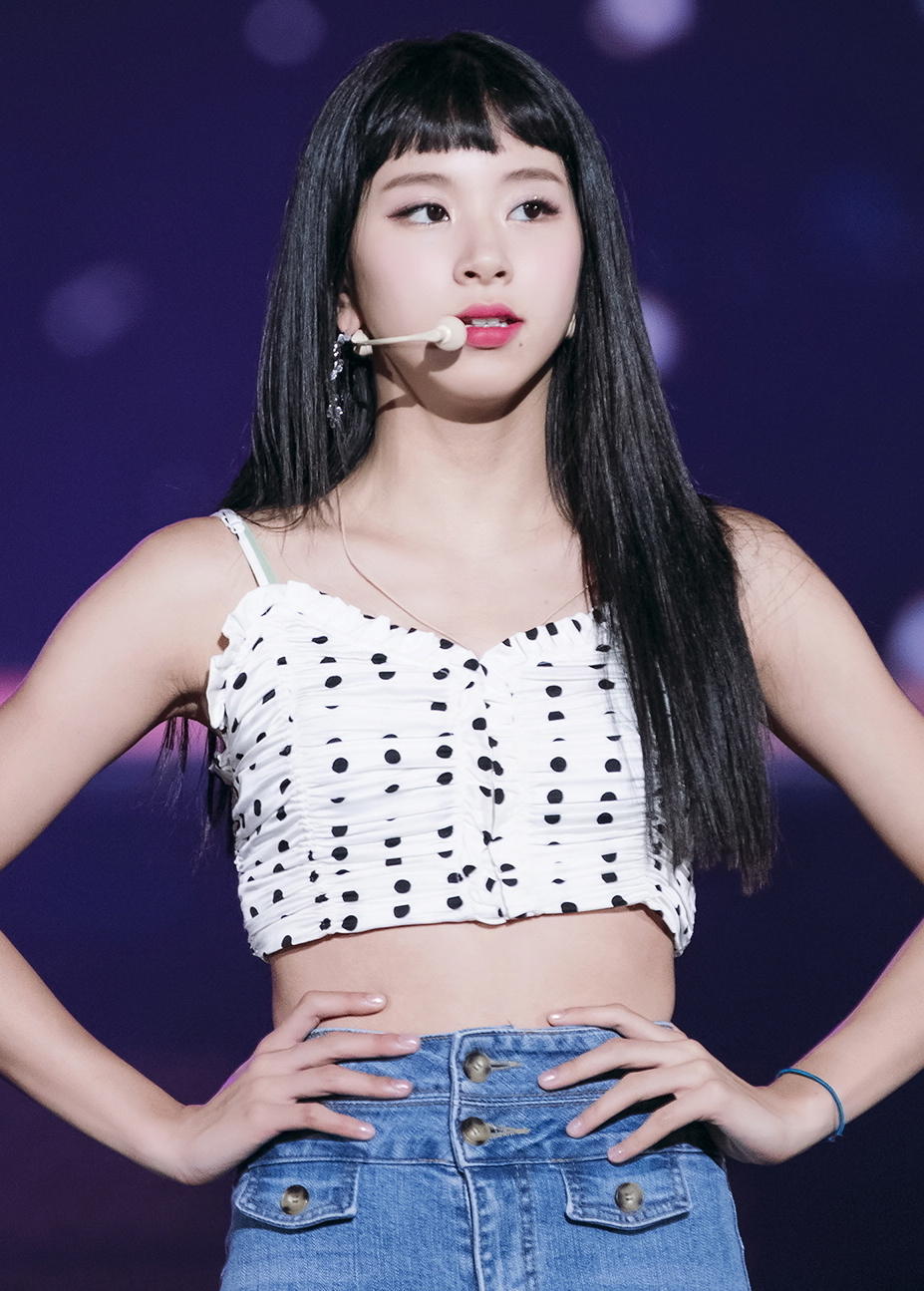
Чхэён на Open Concert, июль 2018 года

Сон Чхэ Ён родилась 23 апреля 1999 года в Сеуле, Южная Корея. У неё в семье, помимо родителей, есть младший брат Чонхан. Будучи шестиклассницей, Чхэён поступила в танцевальную академию. Она занималась там в течение года, прежде чем 6 июня 2012 года присоединилась к JYP Entertainment в качестве трейни. В предебютный период она снялась в видеоклипах «Only You» miss A и «Stop Stop It» Got7.
В марте 2016 года вместе с Дахён поступила в старшую школу искусств Ханлим. 12 февраля 2019 года вместе с Цзыюй окончила её.

### 2015 год − настоящее время: «Шестнадцать», дебют в Twice и сольные начинания
В апреле 2015 года стало известно, что JYP совместно с Mnet приступит к съёмкам реалити-шоу «Шестнадцать» (англ. Sixteen), где шестнадцать трейни агентства будут бороться за шанс дебютировать в составе новой женской группы Twice, где в финальном составе окажется только семь участниц; Чхэён была подтверждена как одна из девушек, кто примет участие в шоу. На протяжении всех эпизодов девушка была одной из популярных участниц и в финале попала в группу, однако в последний момент Пак Чин Ён изменил решение, и в состав Twice вошли уже девять человек — были добавлены Момо и Цзыюй.
Дебют Twice состоялся 20 октября 2015 года с мини-альбомом The Story Begins. Значительной популярности группа добилась весной 2016 года с выходом сингла «Cheer Up», который стал хитом в Корее и позволил одержать победу в номинации «Песня Года» на Mnet Asian Music Awards, что ознаменовало первый дэсан в карьере коллектива. 5 декабря 2016 года стала второй участницей Twice, выпустившей свой собственный «Проект Мелодии» (англ. Melody Project), где исполнила сингл «Alone» Cheeze.

## Авторство в написании песен
| Год  | Артист | Альбом                 | Песня                          |
| ---- | ------ | ---------------------- | ------------------------------ |
| 2016 | Twice  | Page Two               | «Precious Love»                |
| 2017 | Twice  | Signal                 | «Eye Eye Eyes»                 |
| 2017 | Twice  | Twicetagram            | «Missing U»                    |
| 2017 | Twice  | Twicetagram            | «Don’t Give Up»                |
| 2018 | Twice  | What Is Love?          | «Sweet Talker»                 |
| 2018 | Twice  | Yes or Yes             | «Young & Wild»                 |
| 2019 | Twice  | Fancy You              | «Strawberry»                   |
| 2019 | Twice  | Feel Special           | «21:29»                        |
| 2019 | Twice  | &Twice                 | «How U Doin»                   |
| 2020 | Twice  | More & More            | «Sweet Summer Day»             |
| 2020 | Twice  | Eyes Wide Open         | «Handle It»                    |
| 2021 | Twice  | Formula of Love:O+T=<3 | «The Feels» (корейская версия) |
| 2022 | Twice  | Celebrate              | «Celebrate»                    |
| 2022 | Twice  | BETWEEN 1&2            | «Basics»                       |
| 2024 | Twice  | With YOU-th            | «RUSH»                         |

## Фильмография

### Фильмы
| Год  |   | Русское название | Оригинальное название | Роль              |
| ---- | - | ---------------- | --------------------- | ----------------- |
| 2018 | ф | TWICELAND        | TWICELAND             | В роли самой себя |

### Телевизионные шоу
| Год  | Название | Телеканал | Роль      |
| ---- | -------- | --------- | --------- |
| 2015 | Sixteen  | Mnet      | Участница |

### Организация мероприятий
| Год  | Название                  | Партнёры              | Телеканал | Ссылки |
| ---- | ------------------------- | --------------------- | --------- | ------ |
| 2016 | Suwon K-pop Super Concert | Хичоль, Чжоу Ми, Момо | SBS MTV   | [ 12 ] |